# Markward van Prüm
Markward van Prüm, soms ook Marquard (8e eeuw in Frankrijk - 27 februari 853, Abdij van Prüm) was een benedictijn, abt en raadgever van Lodewijk de Vrome. Hij leefde aanvankelijk als monnik in het klooster van Ferrières in Ferrières-en-Gâtinais (in het bisdom Orléans). In 829 werd hij abt in Sint-Hubertus en in Prüm. Vanaf 836 was hij alleen nog abt van de abdij in Prüm. Markward was lange tijd een van de belangrijkste adviseurs van de keizers, vooral van Lodewijk de Vrome. Markward was er ook in geslaagd de heilige Ado van Vienne mee te nemen naar Prüm; Ado was eveneens afkomstig uit het klooster in Ferrières voordat hij in Prüm onderwijs begon te geven.
In 844 reisde hij voor keizer Lotharius I naar Rome, waar paus Sergius II Markward de relieken van tientallen martelaren en heiligen overhandigde. De bekendste daarvan zijn de relieken van de heilige martelaren Chrysanthus en Daria, die via Prüm in 848 naar de nieuwe kloosterstichting van de abdij Prüm in Bad Münstereifel werden overgebracht.
Markward gold als geleerd en wijs man. Hij werd begraven in Prüm en wordt er vereerd als zalige. Zijn gedachtenis valt steeds op 27 februari.